# AC Sparta Praha stolní tenis
Oddíl stolního tenisu AC Sparta Praha byl založen v roce 1924 a v jeho barvách nastupovali několikanásobní mistři světa a Evropy – Milan Orlowski, Vladimír Miko, Ludvík Vyhnalovský, Bohumil Váňa, Ladislav Štípek, Ivan Andreadis. Mezi ženy reprezentující klub patřila například Jitka Karlíková či Hana Riedlová. V současnosti hrají jeho A-týmy druhou ligu mužů a první ligu žen.

## Týmové úspěchy – muži
- 27 titulů mistrů ČR
- 3 tituly v Poháru mistrů evropských zemí
- 1 titul v Poháru veletržních měst

## Týmové úspěchy – ženy
- 7 titulů mistryň ČR
- 1 titul v Poháru mistryň evropských zemí
- 1 titul v Poháru veletržních měst